# Арзано (Финистер)
Арзано (фр. Arzano (Finistère)) је насељено место у Француској у региону Бретања, у департману Финистер.
По подацима из 2011. године у општини је живело 1402 становника, а густина насељености је износила 41,19 становника/km².

## Демографија
| 1962. | 1968. | 1975. | 1982. | 1990. | 2011. |
| ----- | ----- | ----- | ----- | ----- | ----- |
| 1.310 | 1.206 | 1.103 | 1.113 | 1.224 | 1.402 |